# Адалельм (граф Труа)
Адалельм (фр. Adalelme; умер 8 апреля 894, Тюренн) — граф Труа с 886, сын Эменона, графа Пуатье и дочери Эда I, графа Труа.

## Биография
Адалельм унаследовал Труа после смерти брата матери, Роберта I, в 886 году. В 891 году он организовал переселение аббатства Сен-Луп в пределы городских стен. В 893 году он подтвердил передачу владений аббатству Монтермей, сделанную первоначально его дядей. В 894 году он, вместе со своим братом Адемаром, графом Пуатье, напал на Орильяк, но спустя 15 дней умер.
У Адалельма была жена по имени Ирменгарда, но о детях сведений нет. Существует версия, что жена графа Герберта I де Вермандуа могла быть дочерью Адалельма Летгардой. 
После его смерти Ричард Заступник, граф Отёна, захватил Труа и присоединил графство к своим владениям.